# 中国鼩猬
中国鼩猬（学名：Neotetracus sinensis）为猬科中国鼩猬属下唯一的动物。分布于缅甸，越南以及中国大陆贵州、云南、四川等地。该物种的模式产地在四川康定。其种加词“sinensis”意为“中华的”。

## 亚种
- 中国鼩猬滇西亚种（学名：Neotetracus sinensis hypolineatus），Wang et Li于1982年命名。在中国大陆，分布于云南（西部）等地。该物种的模式产地在云南腾冲。[3]
- 中国鼩猬指名亚种（学名：Neotetracus sinensis sinensis），Trouessart于1909年命名。在中国大陆，分布于贵州、云南、四川等地。该物种的模式产地在四川康定。[4]

## 保护
本种于2023年被收录入《有重要生态、科学、社会价值的陆生野生动物名录》。